# Insolito e crudele
Insolito e crudele (Cruel and Unusual) è un romanzo della scrittrice Patricia Cornwell pubblicato nel 1993.
Il romanzo ha vinto il Gold Dagger 1993.

## Trama
Richmond, Virginia. Ronnie Joe Waddell viene giustiziato sulla sedia elettrica per l'omicidio della conduttrice televisiva Robyn Naismith, assassinata molti anni prima.
Mentre attende di effettuare l'autopsia del cadavere di Waddell, Kay Scarpetta deve operare anche sul tredicenne Eddie Heath che è stato ridotto in fin di vita fuori da un negozio, probabilmente vittima di una violenza sessuale.
Durante le feste di Natale si verifica una serie di delitti collegati tra loro dal fatto che sulla scena del crimine viene lasciata una piuma e le impronte digitali di persone che non possono essere responsabili.
Il cerchio si stringe intorno a Kay che deve fronteggiare un duro attacco mediatico nei suoi confronti e per la prima volta la sua indiscussa carriera di capo medico legale, oltre alla propria vita, sono in serio pericolo.

## Edizioni in italiano
- Patricia Daniels Cornwell, Insolito e crudele, traduzione di Anna Rusconi, A. Mondadori, Milano 1995
- Patricia Daniels Cornwell, Insolito e crudele, traduzione di Anna Rusconi, Mondadori-De Agostini, Novara 1999
- Patricia Daniels Cornwell, Insolito e crudele, traduzione di Anna Rusconi, A. Mondadori, Milano 2002
- Patricia Daniels Cornwell, Insolito e crudele, Donna moderna, Milano 2006
- Patricia Daniels Cornwell, Insolito e crudele, traduzione di Anna Rusconi, Mondadori, Milano 2014
- Patricia Daniels Cornwell, Insolito e crudele, traduzione di Anna Rusconi, Mondadori, Milano 2020